# Pretty Noose
«Pretty Noose» es una canción de la banda de rock estadounidense Soundgarden. Escrito por el líder de la banda, Chris Cornell, fue lanzado en abril de 1996 como el primer sencillo del quinto álbum de estudio de la banda, Down on the Upside (1996). La canción alcanzó el número dos en la lista Billboard Modern Rock Tracks de EE. UU., encabezó la UK Rock & Metal Singles Chart y alcanzó el puesto número 10 en Finlandia. La canción se incluyó en el álbum de grandes éxitos de Soundgarden de 1997, A-Sides.
A su vez, el sencillo fue nominado a la Mejor interpretación de Hard Rock en los premios Grammy de 1997.

## Grabación
Pretty Noose fue escrita por el líder Chris Cornell. El baterista Matt Cameron dijo sobre la canción:
Esa canción para mí fue algo interesante, porque estábamos en la fase en la que solo íbamos a hacer demostraciones de las canciones. Entonces aprendí la melodía, la grabé y terminamos usando esa toma. Cuando grabamos eso, caminé hasta el estudio (en Seattle) y mis piernas estaban muy cansadas. Pero para abreviar la historia, estaba tratando de "sentir que caminaba" en la parte de batería. Así que probablemente tenga un poco de movimiento extraño, probablemente debido a esa caminata que hice al estudio ese día.

## Composición
Pretty Noose tiene de apertura un distintivo riff de guitarra wah-wah. La canción fue escrita en afinación C-G-C-G-G-E, que el bajista Ben Shepherd presentó por primera vez a la banda con la canción "Head Down" de Superunknown.

## Letra
Según Cornell, Pretty Noose trata sobre "una mala idea empaquetada de forma atractiva... algo que parece genial al principio y luego vuelve en tu contra". Frank Kozik, el director del vídeo musical de la canción, interpretó el canción como "la experiencia promedio de una mala novia", una interpretación con la que Cornell estuvo de acuerdo.

## Lanzamiento y recepción
"Pretty Noose" apareció en la lista Hot 100 Airplay de la revista Billboard, alcanzando el top 40. La canción alcanzó el puesto número cuatro en la lista Billboard Mainstream Rock Tracks y el número dos en la lista Billboard Modern Rock Tracks. Se destaca por ser la única canción de la banda que ocupa un lugar más alto en la lista Modern Rock Tracks que en la lista Mainstream Rock Tracks. En los premios Grammy de 1997, "Pretty Noose" recibió una nominación a Mejor Interpretación de Hard Rock. Stephen Thomas Erlewine de AllMusic llamó a la canción "rock progresivo musculoso y actualizado". ¡Kerrang! la clasificó en el undécimo lugar en su lista de "Las 20 mejores canciones de Soundgarden" y afirmó que la canción "sigue siendo un punto de referencia para el rock alternativo oscuro y angustioso de mediados de los 90". 
Fuera de Estados Unidos, el sencillo fue lanzado en el Reino Unido. En Canadá, la canción alcanzó el top 50 en la lista de singles canadienses y luego se ubicó en la lista Alternative Top 30, donde alcanzó el número uno y se convirtió en el primer sencillo de Soundgarden en encabezar esa lista. "Pretty Noose" también alcanzó el número cuatro en el Top 50 alternativo de fin de año canadiense. "Pretty Noose" alcanzó el Top 20 del Reino Unido y fue el último sencillo del álbum que se ubicó en el Top 20 del Reino Unido. "Pretty Noose" alcanzó el puesto 14 en Australia. Llegó al top 20 en Nueva Zelanda y fue un éxito entre los diez primeros en Finlandia. 
Pretty Noose está disponible como contenido descargable para la serie Rock Band como pista maestra.
La canción se actualizó y estuvo disponible para descargar el 19 de julio de 2011, para su uso en la plataforma de juegos de música Rock Band 3 tanto en ritmo básico como en modo PRO, que aprovecha el uso de una guitarra/bajo real, junto con el estándar. Kits de batería/teclados electrónicos compatibles con MIDI, además de voces armónicas de hasta tres partes.

## Video musical
El vídeo musical de "Pretty Noose" fue dirigido por Frank Kozik. Kozik había sido conocido anteriormente por su trabajo en carteles y carátulas de álbumes. El video combina animación con varias escenas de los miembros de la banda en un bar, una bailarina exótica, Cameron en una motocicleta, Shepherd siendo arrestado, un salón de tatuajes y Cornell en un dormitorio. En la versión original del vídeo, se muestra a Cornell matando a una mujer. El vídeo fue publicado en mayo de 1996. 

Cornell dijo sobre el video musical:
No se parece a nada que hayamos hecho... De hecho, creo que no se parece a nada que alguien haya hecho. Trabajar con alguien como Frank fue realmente interesante porque su enfoque era muy fresco: no conocía las reglas bajo las cuales se supone que debe jugar. Él hizo el video como es. Es realmente interesante y colorido. Es el tipo de vídeo que sigue siendo divertido de ver después de haberlo visto varias veces. Eso fue muy importante para nosotros. En este punto de nuestras vidas, parte del desafío es probar cosas nuevas, no caer en el patrón de ir a lo seguro. Hicimos eso en el video y también lo hicimos en el álbum.
MTV se negó a mostrar el vídeo completo, ya que termina con un aparente asesinato. MuchMusic recibió una versión revisada para su canal. Kozik dijo que el vídeo fue censurado porque era "demasiado pesado" para los "imbéciles de MTV". Añadió: 
"Tienen una niña muerta en ese aburrido video de Stabbing Westward (What Do I Have to Do?), así que no entiendo su problema". 
Se lanzó una versión internacional alternativa del vídeo musical de "Pretty Noose". Esta versión fue dirigida por Henry Shepherd (hermano del bajista Ben Shepherd), quien previamente había codirigido el video musical "My Wave" de la banda. El vídeo simplemente muestra a la banda interpretando la canción en vivo en un estudio. El metraje está tomado de un kit promocional europeo previo al lanzamiento de Down on the Upside. El video fue lanzado en áreas fuera de los Estados Unidos, pero comenzó a mostrarse en los Estados Unidos después del debut de la versión de Kozik.

## Presentación en vivo
Pretty Noose se presentó en Saturday Night Live en mayo de 1996 en apoyo de Down on the Upside. Una grabación de esta actuación se encuentra en el álbum recopilatorio de 2010 de la banda, Telephantasm.

## Listado de canciones
Todas las canciones fueron escritas por Chris Cornell, excepto donde se indique lo contrario.
- CD (Europa) y vinilo de 7 pulgadas (Europa)

1. "Pretty Noose" – 4:12
2. "Jerry Garcia's Finger" (Matt Cameron, Cornell, Ben Shepherd, Kim Thayil) – 4:00

- Maxi-CD (Europa)

1. "Pretty Noose" – 4:12
2. "Applebite" (Cameron, Cornell) – 5:10
3. "An Unkind" (Shepherd) – 2:08
4. Interview with Eleven's Alain and Natasha – 8:57